# Maszynka do Swirkania
Maszynka do Swirkania er en kortfilm fra 2007 instrueret af Mads Nygaard Hemmingsen.